# Simon Johannes van Douw
Simon Johannes van Douw (ca. 1630 – després de 1677), va ser un pintor barroc flamenc especialitzat en la pintura de paisatges italianitzants.

## Vida
Nascut probablement a Anvers, allà se'l documenta per primera vegada a l'abril de 1654 en ser admès com a mestre en el gremi de Sant Lluc. Dos anys després, al juny de 1656, va contreure matrimoni encara a Anvers amb Johanna Soolmaekers, però immediatament apareix registrat en el gremi de Sant Lluc de Middelburg a Zelanda on va romandre amb prou feines un any. De 1659 a 1666 se'l documenta a Rotterdam on el 1660 va redactar el seu testament, però el 1666 havia retornat a Anvers on va rebre com a alumne a Pieter van Bloemen. Les notícies es perden el 1677 quan va signar l'última obra coneguda.

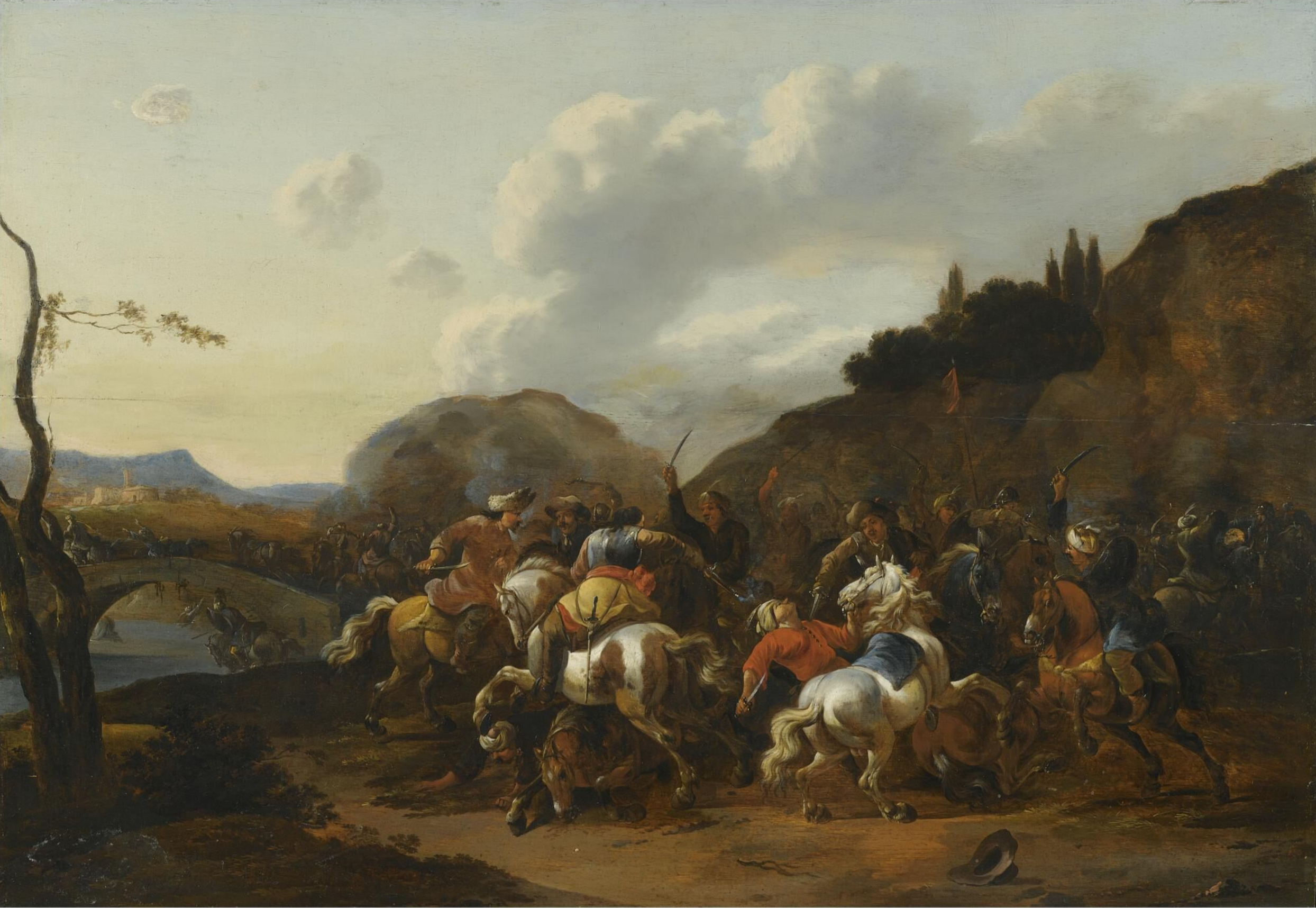
Una escaramussa entre cristians i turcs, oli sobre tauler

Els seus temes preferits són els paisatges amb ruïnes i múltiples figures entre les quals amb freqüència apareixen els cavalls, ja sigui com a escenes de gènere o com a batalles. No havent-se documentat cap viatge del pintor a Itàlia, la presència de ruïnes romanes en algunes de les seves composicions ha d'explicar-se per la utilització d'estampes.